# Károlyfalu
Károlyfalu (szlovákul Karlova Ves, németül Karlsdorf) Pozsony városrésze, a Pozsonyi kerület Pozsonyi IV. járásában. Területe 11 km², lakosainak száma 32 650 (2011).

## Fekvése
Pozsony központjától 4 km-re északnyugatra, a Duna bal partján fekszik.

## Története
A botanikus kert feletti területen az i. e. 5. évezredből származó település nyomait tárták fel, zsugorított helyzetben eltemetett emberi maradványokkal.[forrás?]
A 9. században ezen a részen kisebb halászfalu volt, melynek lakói a mai botanikus kert területén feltárt temetőbe temetkeztek.[forrás?] A középkori település később a dévényi váruradalomhoz tartozott, de ezt a falut 1242-ben a tatárok elpusztították. Ezután a terület lakatlan volt egészen addig, amíg IV. László király 1288-ban Jakab pozsonyi bírónak adta. Az adománylevél pontosan leírja a terület határait. Jakab a falut újra betelepítte, szőlőskertet telepített és malmot építtetett. A falu a 14. század elejére kiterjedt település lett. Károly Róbert 1318-ban és 1323-ban kiadott oklevele megerősíti Jakab fiát a falu birtokában. Nagy Lajos király 1360. április 24-én kiadott oklevelében kiváltságokkal és Pozsony polgáraival egyenértékű szabadságjogokkal ruházza fel a települést. A következő századokban is elkerülték a települést a nagy hadiesemények. A 16. században a környék erdeiben katonaszökevények rejtőztek, majd 1605-ben Bocskai hajdúi szállták meg a vidéket. 1619-ben Bethlen serege foglalta el Pozsony vidékét, melyet csak 1621-ben foglaltak vissza a császári csapatok. 1635-ben Dévény vára  Károlyfaluval együtt a Pálffy család birtoka lett, akik 1932-ig megőrizték azt a család tulajdonában. A Pálffyak gyakran rendeztek itt nagy vadászatokat magas rangú vendégek részvételével. 1677-ben a területen dögvész tört ki, mely Pozsony egész környékére kiterjedt és 3900 ember halálát okozta. A 18. század elejére a község környékén már mintegy 100 hektár szőlőültetvény volt. Lakói emellett halászattal, folyami hajózással foglalkoztak. 1828-ban Károlyfalunak 120 lakosa volt. A háborús események következtében felütötte a fejét a kolera, mely 1831-ben és 1836-ban pusztított. A 19. század második felében a településnek 207 lakosa volt. Tűzoltóegylete 1897-ben alakult.
A trianoni békeszerződésig Pozsony vármegye Pozsonyi járásához tartozott.
Vályi András szerint "KÁROLYFALVA. Német Kis falu Posony várm. földes Ura G. Pálffy Uraság, lakosai katolikusok, és evangelikusok, fekszik a’ Duna mellett, Posony, és Dévény között, határja középszerű, szőleje, réttye, fája elég van, piatza Pozsonyban."
Fényes Elek szerint "Károlyfalva (Carldorf), tót f., Pozson m. Dévén filialisa: 175 kath., 2 zsidó lak., s a Pálffy majorságával." 

## Népesség
2011
- Szlovákok - 30 071 (92,1%)
- Magyarok - 859 (2,63%)
- Csehek - 476 (1,46%)
- Egyéb - 608 (1,86%)
- Azonosítatlan - 636 (1,95%)
- Összesen - 32 600 (100%)

## Nevezetességei
- Mihály arkangyal tiszteletére szentelt római katolikus temploma 1935-ben épült, a 18. századi Nepomuki Szent János kápolna átépítésével.
- Az iskola épülete 1883-ból származik, 1926-ban átépítették.